# Andrée Karpelès
Andrée Karpelès, née le 18 mars 1885 à Paris et morte le 5 septembre 1956 à Cannes, est une artiste-peintre, illustratrice et auteure française.

## Biographie
Le père d'Andrée Karpelès est un négociant grec prénommé Jules, et sa mère se nomme Sophie Philippson. La famille est installée à Calcutta, si bien qu'Andrée parlera couramment le hindi et le bengali, tout comme sa sœur cadette, Suzanne Karpelès, indianiste et membre de l'EFEO.
Elle étudie au lycée Molière à Paris ; de 1910 à 1912, elle est présidente de l'Association amicale des anciennes élèves de l'établissement. Plus tard, elle expose au Salon des Indépendants de 1907 à 1914. Elle a été l'élève de René Ménard et Lucien Simon, et son style pictural est marqué dès les années 1910 par l'influence de Abanindranath Tagore et de son neveu Rabîndranâth Tagore,, dont elle fait la connaissance avant la Première Guerre mondiale, et avec qui elle entretiendra une correspondance jusqu’à la mort du poète en 1941.
En 1932, Andrée Karpelès rencontre son futur époux, l'éditeur Carl Adalrik Högman (1874-1958, d'origine suédoise), avec qui elle fonde, à Boulogne-sur-Seine, les éditions Chitra, consacrées à la traduction et la diffusion de la pensée indienne,. Plus tard, le couple s'installe près de Grasse, à Mouans-Sartoux, dans un grand mas à l'écart, sur les hauteurs de Clavary. Ils y déplacent la maison d'édition. Durant la Seconde Guerre mondiale, ils adoptent une enfant juive, Flora, qui échappa ainsi à la déportation. Après la guerre, le couple s'installe à Valbonne puis à Grasse.
Andrée Karpelès et son mari sont inhumés au cimetière Sainte-Brigitte de Grasse.

## Peintures
- L'Ascète[9]

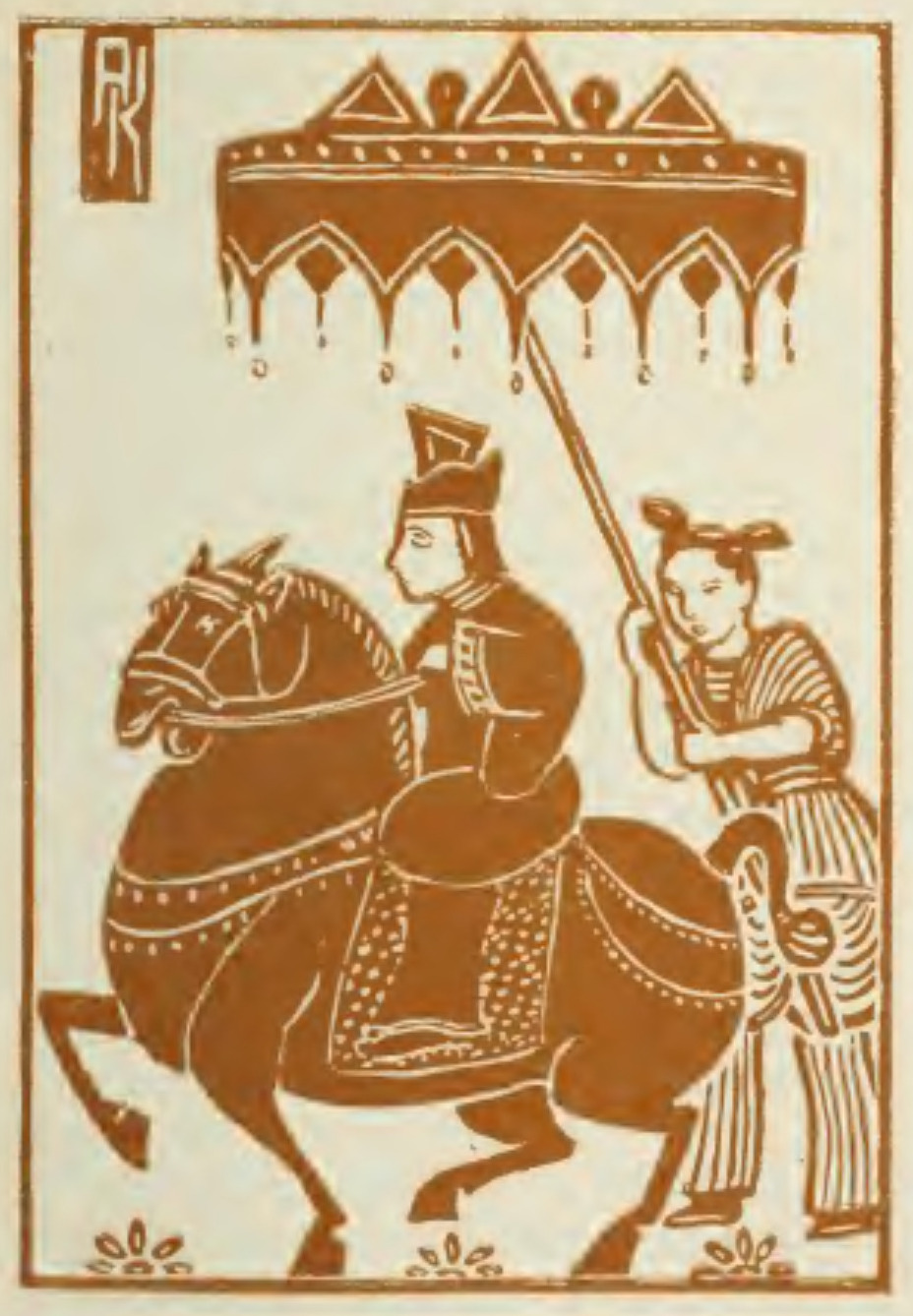
Illustration pour les Fables chinoises du de notre ère, Paris, Bossard, 1921.

- Attelage colonial, musée des Beaux-Arts de Rouen[10]
- Femme au chat, musée des Beaux-Arts de Rouen[11]
- Symphonie en blanc, 1908, musée des Beaux-Arts de Nantes[12]
- Le Tub, exposé au Salon de la Société nationale des Beaux-Arts de 1912[13]
- Peinture d'Andrée Karpelès représentant Rabindranath Tagore dans un atelier de Calcutta, vers 1913, Bibliothèque nationale de France, département Estampes et photographie, RESERVE EH9-1 (026)[14]
- Vue de l'Odet, vers 1923, musée des Beaux-Arts de Beaune[15]

## Illustrations d'ouvrages (sélection)

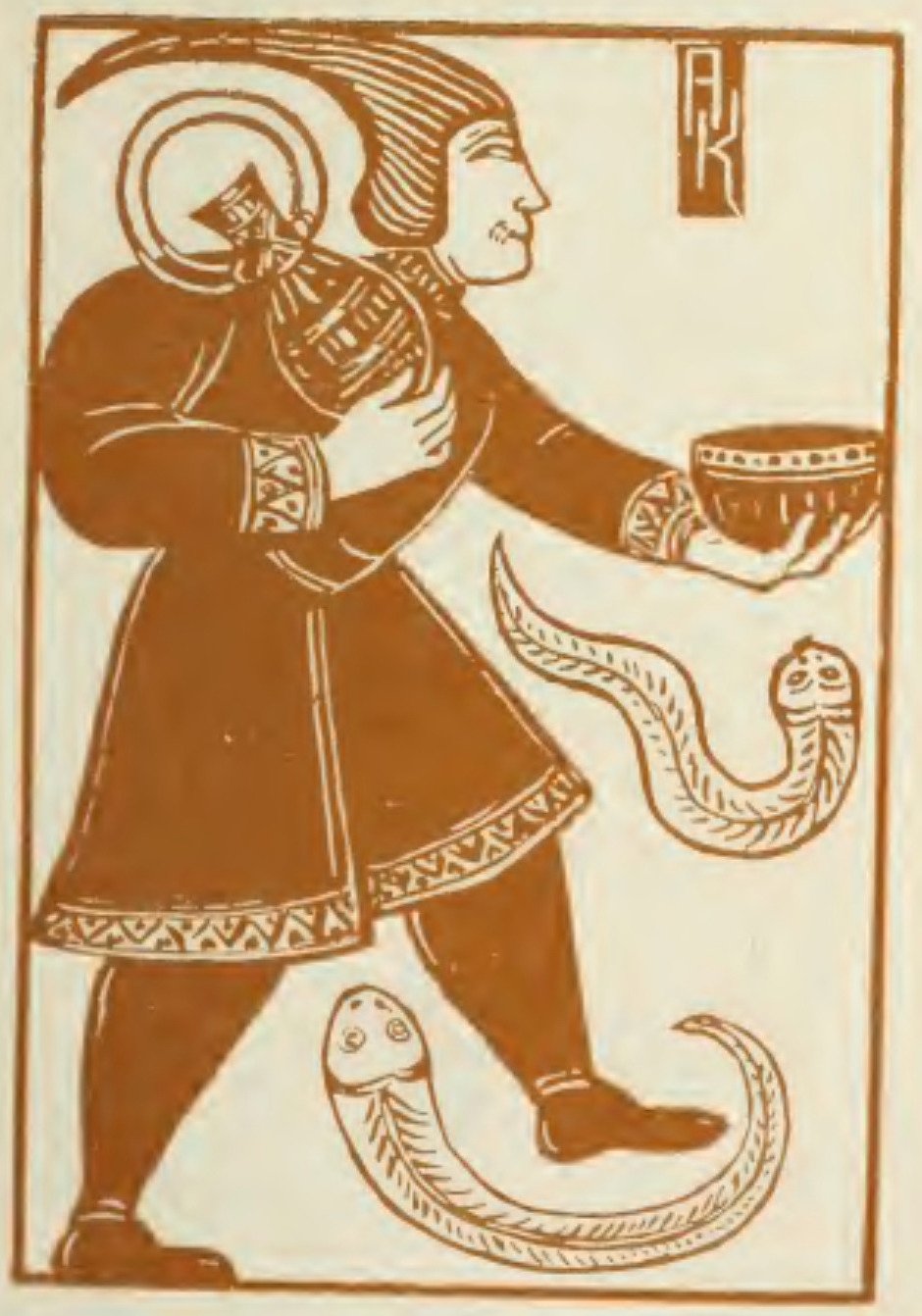
Autre illustration pour les Fables chinoises du de notre ère.

- Autre illustration pour les Fables chinoises du IIIe au VIIIe siècle de notre ère.1920, La Légende de Nala et Damayanti, traduite avec introduction, notes et vocabulaire, par Sylvain Lévi, bois dessinés et gravés par Andrée Karpelès, Paris, Bossard[16]
- 1921, Fables chinoises du IIIe au VIIIe siècle de notre ère., traduites du chinois par Édouard Chavannes, ornées de 46 dessins par Andrée Karpelès, Paris, Bossard
- 1922, Voyage du marchand arabe Sulaymân en Inde et en Chine, rédigé en 851, traduit de l'arabe par Gabriel Ferrand, bois dessinés et gravés par Andrée Karpelès[17], Paris, Bossard,  coll. « Les Classiques de l'Orient »
- 1923, Les questions de Milinda - Milindapañha, traduit du pali et annoté par Louis Finot, bois dessinés et gravés par Andrée Karpelès, Paris, Éditions Bossard
- 1925, Ghazels, traduit du persan par Marguerite Ferté et orné par Andrée Karpelès, Paris, Éditions Bossard
- 1930, Lucioles de Rabindranath Tagore, traduit de l'anglais et du bengali par Marguerite Ferté et Andrée Karpelès, orné de compositions décoratives par Andrée Karpelès, Boulogne-sur-Seine, publications Chitra.
- 1946, Le Prince charmant et quatorze autres contes de Abanindranath Tagore, trad. par Amrita[18] [livre orné par Andrée Karpelès], Mouans-Sartoux, Publ. Chitra

## Exposition
Elle fait partie des artistes présentées dans le cadre de l'exposition « Artistes voyageuses, l'appel des lointains – 1880-1944 » au palais Lumière d'Évian puis au musée de Pont-Aven en 2023.